# Sonate K. 420
La sonate K. 420 (F.366/L.S.2) en ut majeur est une œuvre pour clavier du compositeur italien Domenico Scarlatti.

## Présentation
La sonate K. 420 en ut majeur, notée Allegro est couplée avec la sonate suivante de même tonalité. Elles reprennent toutes deux un schéma simple A—B/A’—B’ (avec un aller-retour tonique/dominante, puis dominante/tonique). Chaque partie, d'égale longueur, est séparée par un point d'orgue. Dans la K. 420, les deux sections sont très contrastées mais présentent chacune des éléments des saetas traditionnelles, dont le rythme s'affirme dès les premières mesures. On y sent l'influence de la guitare espagnole. Sonate brillante, Scarlatti y enchaîne de grands accords plaqués aux deux mains et des répétitions continues de la même note ou des formules insistantes.

## Manuscrits
Le manuscrit principal est le numéro 3 du volume X (Ms. 9781) de Venise (1755), copié pour Maria Barbara ; les autres sources manuscrites étant Parme XI 29 (Ms. A. G. 31416), Münster III 57 (Sant Hs 3966) et Vienne F 5 (VII 28011 F).

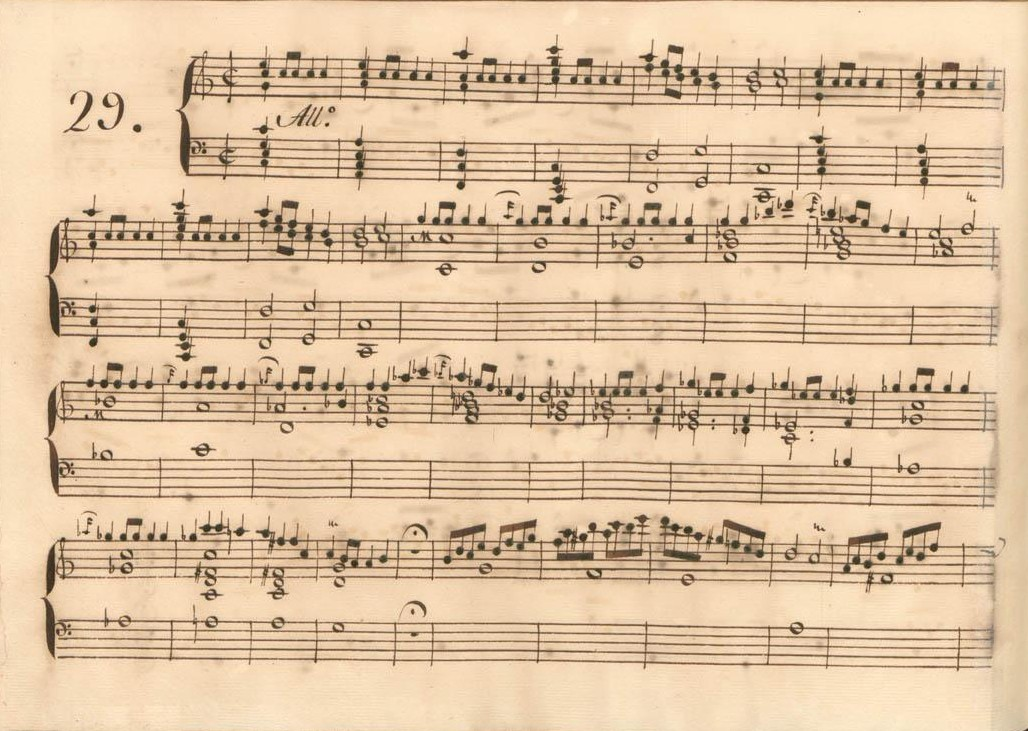
Parme XI 29.
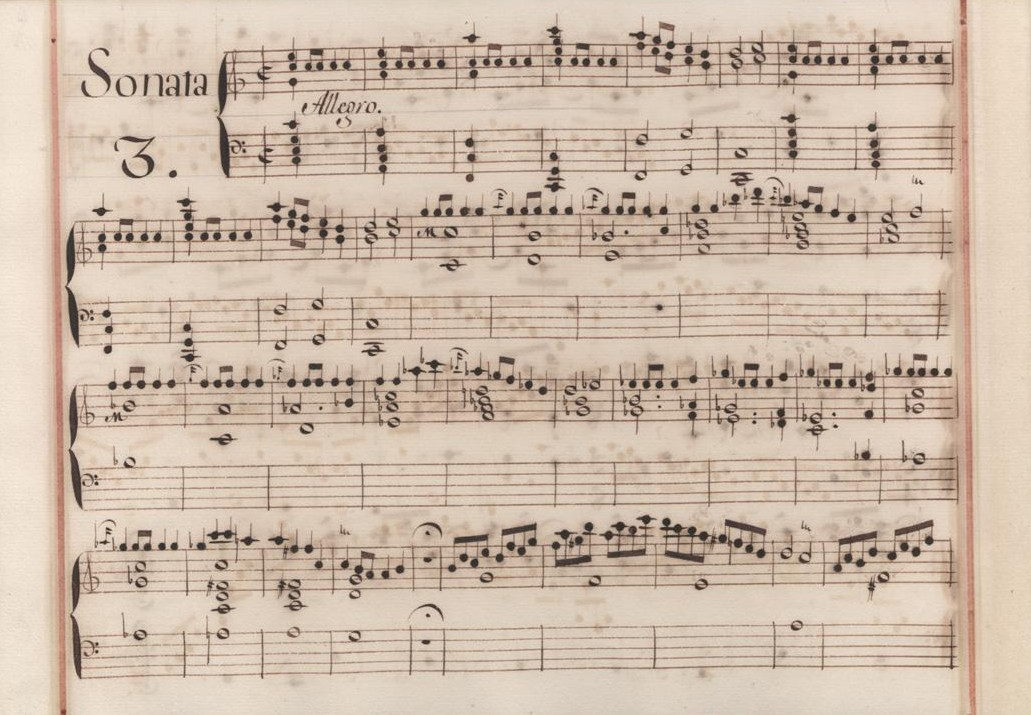
Venise X 3.

## Interprètes
La sonate K. 420 est interprétée au piano, notamment par András Schiff (Hungaroton), Peter Katin (1985, Claudio Records), Soyeon Lee (2006, Naxos, vol. 8), Carlo Grante (2009, Music & Arts vol. 2), Dejan Lazić (2008, Channel Classics), Alexandre Tharaud (2010, Virgin) et Anne Queffélec (2014, Mirare).
Au clavecin, elle est enregistrée par Halina Czerny-Stefańska, Ralph Kirkpatrick (1954, Sony), Scott Ross (1985, Erato), Virginia Black (1986, EMI), Ton Koopman (1988, Capriccio), Andreas Staier (1991, DHM), Sergio Vartolo (1998, Stradivarius, vol. 3), Richard Lester (2003, Nimbus, vol. 4) et Pieter-Jan Belder (Brilliant Classics, vol. 9).
Godelieve Schrama l'a jouée à la harpe (1997, Channel Classics/Brilliant Classics) et Marco Ruggeri (2006, MV Cremona) à l'orgue.

## Sources
: document utilisé comme source pour la rédaction de cet article.
- Ralph Kirkpatrick (trad. de l'anglais par Dennis Collins), Domenico Scarlatti, Paris, Lattès, coll. « Musique et Musiciens », 1982 (1re éd. 1953 (en)), 493 p. (OCLC 954954205, BNF 34689181).
- Alain de Chambure, « Domenico Scarlatti : Intégrale des sonates — Scott Ross », p. 220, Erato (2564-62092-2), 1985 (OCLC 891183737) .
- François-René Tranchefort (dir.), Guide de la musique de piano et de clavecin, Paris, Fayard, coll. « Les Indispensables de la musique », 1987, 869 p. (ISBN 978-2-213-01639-9, OCLC 17967083), p. 642.